# Gare d'Ao
La gare d'Ao (粟生駅, Ao-eki) est une gare ferroviaire localisée dans la ville d'Ono, dans la préfecture de Hyōgo au Japon. La gare est exploitée par la compagnie JR West,sur la ligne de kakogawa et par d'autres compagnies privées comme Kobe Electric Railway et Hōjō Railway.

## Disposition des quais
La gare d'Onomachi est une gare disposant de trois quais et de quatre voies.

Les voies 1 et 2 sont utilisées par la JR West, alors que les voies 3 et 4 sont pour les compagnies privées Kobe Electric Railway et Hōjō Railway.
| N° de voie | Ligne      | Direction             |
| ---------- | ---------- | --------------------- |
| 1          | ▆ Kakogawa | Nishiwakishi/Tanikawa |
| 2          | ▆ Kakogawa | Kakogawa              |
| 3          | ▆ Hōjō     | Hōjōmachi             |
| 4          | ▆ Ao       | Miki/Shinkaichi       |

## Gares/Stations adjacentes
| JR West               |                   |                    |                   |                      |
| Direction Kakogawa    | Ligne de Kakogawa | Ligne de Kakogawa  | Ligne de Kakogawa | Direction Tanikawa   |
| Onomachi              |                   | Local 普通         |                   | Kawainishi           |
| Kobe Electric Railway |                   |                    |                   |                      |
| Direction Ao          | Ligne Ao          | Ligne Ao           | Ligne Ao          | Direction Suzurandai |
| Terminus KB59         |                   | Express 急行       |                   | Hata KB58            |
| Terminus KB59         |                   | Semi-Express 準急  |                   | Hata KB58            |
| Terminus KB59         |                   | Rapid Service 快速 |                   | Hata KB58            |
| Terminus KB59         |                   | Local 普通         |                   | Hata KB58            |
| Hōjō Railway          |                   |                    |                   |                      |
| Direction Ao          | Ligne Hōjō        | Ligne Hōjō         | Ligne Hōjō        | Direction Hōjōmachi  |
| Terminus              |                   | Local 普通         |                   | Abiki                |